# Bejeweled
Bejeweled és una cançó de la cantant i compositora estatunidenca Taylor Swift del seu desé àlbum d'estudi, Midnights, que es va publicar el 21 d'octubre de 2022 a través de Republic Records. La novena cançó de l'àlbum, Bejeweled és una cançó disco i synthpop sobre l'autoestima, escrita i produïda per Swift i Jack Antonoff. La cançó es va publicar com a senzill promocional el 25 d'octubre. Va ser acompanyada d'un vídeo musical escrit i dirigit per Swift, una versió còmica de la història de la Ventafocs, protagonitzada per Swift, Antonoff, Laura Dern, Haim, Dita Von Teese i Pat. McGrath i amb diversos Easter Eggs que insinuen el proper projecte de Swift. Va arribar al número sis del Billboard Hot 100 dels EUA.

## Història
El 28 d'agost de 2022, Taylor Swift va anunciar el seu desé àlbum d'estudi, Midnights, que es va publicar el 21 d'octubre de 2022. en un vídeo publicat al compte d'Instagram de Swift, titulat "The making of Midnights", el 16 de setembre de 2022, Jack Antonoff, un col·laborador seu que havia treballat amb ella des del seu cinqué àlbum d'estudi 1989 (2014), va ser confirmat com a productor a Midnights. A partir del 21 de setembre de 2022, Swift va començar a presentar la llista de cançons en un ordre aleatori a través d'una sèrie de vídeos breus a TikTok, anomenada Midnights Mayhem with Me. Constava de 13 episodis, amb una cançó revelada a cada episodi. Al seté episodi del 5 d'octubre de 2022, Swift va anunciar el títol de la novena cançó com "Bejeweled".

## Composició
"Bejeweled" és una cançó disco i synthpop, sobre el reconeixement de l'autoestima. A la lletra, demana a un interés romàntic que li preste atenció abans que siga massa tard. Conté arpegis de sintetitzador "tincants" i "brillants" que esclaten "en espurnes" durant els seus hooks.

## Publicació
El 16 d'octubre, Swift va publicar un itinerari a les seues xarxes socials, detallant els esdeveniments programats per a l'àlbum, titulat Midnights Manifest. Va especificar un llançament del vídeo musical per al senzill principal de l'àlbum, "Anti-Hero", el 21 d'octubre i "un altre tema" el 25 d'octubre. Swift va confirmar més tard que la pista no revelada per rebre un vídeo musical era "Bejeweled". Es van mostrar fragments del vídeo en un tràiler de les imatges de l'àlbum durant l'emissió d'Amazon Prime Video de Thursday Night Football el 20 d'octubre. A més de Swift, el repartiment del vídeo musical inclou a Antonoff, Laura Dern, les germanes Haim (Este, Danielle i Alana), Dita Von Teese i Pat McGrath.
Midnights es va estrenar el 21 d'octubre de 2022 a les 17:00 ET, i "Bejeweled" apareix com la novena cançó. El 25 d'octubre, la cançó es va publicar per a descàrrega digital al lloc web de Swift, com a senzill promocional fora del disc. Una versió instrumental va seguir dos dies després, el 27 d'octubre, en el mateix format, durant un temps limitat.

## Rebuda
"Bejeweled" va rebre crítiques positives dels crítics musicals. Brittany Spanos de Rolling Stone va batejar "Bejeweled" com un "cop de gràcia absolut", "presentant-se com el premi definitiu". Rob Sheffield va dir que la cançó és "un posador ansiós de la pista de ball de 'Mirrorball' creixent, però també fa la sensació que l'esposa de 'Tolerate It' finalment s'alliberés", amb una Swift que presumeix. El periodista de Billboard Jason Lipshutz va dir que una cançó "perfecta" com "Bejeweled" transmet els anys d'experiència de Swift com a compositora. Lipshutz va afegir que la cançó és "una història de negar-se a instal·lar-se en l'avorriment de complir trenta". Helen Brown de The Independent va escriure: Swift "adverteix a un noi que té la capacitat d'il·luminar les habitacions (i tots els nois de la banda) si no li dona més atenció". Carl Wilson de Slate va apreciar els sintetitzadors animats de la cançó que recorden obres del productor discogràfic italià Giorgio Moroder i la lletra sobre "viure bé".
Als Estats Units, temes de Midnights van ocupar tot el top ten del Billboard Hot 100; "Bejeweled" va debutar al sisé lloc de la llista amb 35,5 milions de reproduccions, 16.100 descàrregues digitals venudes i 1,6 milions d'audiència de ràdio. Swift es va convertir en el primer artista a ocupar simultàniament els 10 primers llocs del Hot 100; l'artista femenina amb més cançons del top 10 (40); i el primer acte a ocupar simultàniament el top ten de les llistes Hot 100, Streaming Songs i Digital Songs. Midnights també es va convertir en el primer àlbum de la història que conté deu cançons entre el top 10.